# Антюхин, Алексей Владимирович
Алексе́й Влади́мирович Антю́хин (укр. Олексій Володимирович Антюхін; род. 25 ноября 1971, Запорожье) — советский и украинский футболист, нападающий.

## Биография

### Карьера в клубе
Воспитанник СДЮШОР «Металлург» (Запорожье).
В Высшей лиге Украины провёл 173 матча, забил 63 гола. В Кубке Украины забил 16 голов.
Является лучшим бомбардиром симферопольской «Таврии» в одном сезоне — 18 мячей в сезоне 1994/95.

### Карьера в сборной
Единственный матч за сборную Украины сыграл 9 апреля 1996 года против Молдавии на Республиканском стадионе в Кишинёве. Это был товарищеский матч с командой хозяев (2:2). В матче представлял цвета симферопольской «Таврии». На 66-й минуте матча был заменён Евгением Похлебаевым.

### Тренерская карьера
Возглавлял юношеский состав симферопольской «Таврии» (до 19 лет).
После аннексии Крыма Россией принял российское гражданство.
В июле 2016 года стал тренером клуба «КФУ-Бахчисарай».
В ноябре 2016 года стал тренером сборной Крыма.

## Достижения
- Чемпион Украины: 1996/97[4].
- Серебряный призёр Первого дивизиона чемпионата России: 2002
- Финалист Кубка Украины: 1993/94
- Лучший бомбардир Первой лиги Украины: 1996/97